# Rational Polynomial Coefficient
Rational Polynomial Coefficients (kurz RPC, auf Deutsch gebrochen rationale Polynome) stellen eine kompakte Repräsentation von Bild-zu-Objekt-Geometrie bereit. Sie ermöglichen eine photogrammetrische Prozessierung ohne Zuhilfenahme eines physikalischen Kameramodells. Sie enthalten unter Nutzung von Polynomen 3. Grades im Zähler und Nenner insgesamt 80 Koeffizienten.
Von den Satellitenbetreibern werden die rationalen Polynomkoeffizienten (RPC) aus der direkten Sensororientierung abgeleitet (Sensor bezogene RPC).